# BCF-Arena
Die BCF-Arena (ehemals Patinoire de Saint-Léonard) ist eine Eissporthalle in der Schweizer Stadt Freiburg im Üechtland, Kanton Freiburg. Es ist die Heimspielstätte des Eishockeyclubs HC Fribourg-Gottéron. Die Halle bietet 6394 Sitzplätze, 2540 Stehplätze (Gesamt 8934) und dazu 108 Plätze auf der Pressetribüne (Gesamt 9042). Dazu kommen 23 Logen mit insgesamt 336 Logenplätzen und 76 Dine&View-Plätze.

## Geschichte
Die Eishalle von Saint-Léonard wurde 1982 erbaut und zu Beginn der Eishockey-Saison 1982/83 eingeweiht. Sie fasste damals 7720 Zuschauer. Schon im ersten Jahr des Bestehens war die Halle das erste Mal ausverkauft. Seit der Saison 2010/11 trägt die Eissporthalle den Namen BCF-Arena. Die Freiburger Kantonalbank (Banque Cantonale de Fribourg) wurde, zunächst für drei Jahre, Namensgeber der Halle.
Die Vorrundenspiele der Eishockey-Weltmeisterschaft 1990 wurden zum Teil in der Patinoire de St. Léonard ausgetragen. 2004 wurden in das bestehende Bauwerk Logen und V.I.P.-Räume eingebaut, so dass die Zuschauerkapazität auf 7144 sank, davon 2109 Sitz- und 5033 Stehplätze. Ein weiterer Einbau von Logen und die Erweiterung der Sitzplatzkapazität wurden 2009 durchgeführt. Dadurch sank die Zuschauerkapazität auf 7000, davon 2200 Sitzplätze. Auf die Spielzeit 2010/11 hin wurden nochmals zusätzliche Sitzplätze auf Kosten von Stehplätzen installiert. Dies reduzierte die maximale Zuschauerkapazität zunächst auf 6900 Plätze und eine Spielzeit später um weitere 100 Plätze auf 6800. Während der Spielzeit 2015/16 wurden weitere 100 Stehplätze aufgehoben und durch Sitzplätze ersetzt, wodurch die Kapazität auf 6700 reduziert wurde.
In den folgenden Jahren wurde die Kapazität zugunsten weiterer Sitzplätze weiter auf total 6500 Plätze reduziert. 

## Ausbau BCF Arena 2019/2020
Von 2019 bis 2020 wurde das Stadion um- und ausgebaut. Namensgeber und Sponsor ist weiterhin die Freiburger Kantonalbank (Banque Cantonale de Fribourg BCF).
Seit der Spielzeit 2020/21 verfügt das Eisstadion über 6394 Sitzplätze und 2540 Stehplätze (Gesamt 8934). Dazu kommen 108 Plätze auf der Pressetribüne (Gesamt 9042 Plätze). Ausserdem gibt es 23 Logen mit insgesamt 336 Logenplätzen und 76 Dine&View-Plätze, ein Sportcafé und 5 Restaurants, die insgesamt 1181 Plätze bieten. Ein Imbissangebot gibt es an mehreren Buvetten, wo Essen und Trinken auch mit der Gotteron-App bestellt und direkt abgeholt werden kann.
Ein weiterer Ausbau der Kapazität auf bis 9450 Plätze ist geplant, da die Arena in der Spielsaison 2023/24 für alle regulären Spiele ausverkauft war, was einen europaweiten Rekord darstelle. Mehr Kapazität soll schon für die Saison 2024/25 bereitstehen.
Im Dezember 2024 wird mitgeteilt, dass mit einer neuen Terrasse (84 Plätze) die Gesamtkapazität 9262 Plätze beträgt.